# 安井 (名古屋市)
安井（やすい）は、愛知県名古屋市北区の町名。現行行政地名は安井一丁目から安井四丁目と安井町（字河野・薬師浦）。安井一丁目から安井四丁目は住居表示実施、安井町は住居表示未実施地域。

## 地理
名古屋市北区、庄内川及び矢田川の左岸に位置する。町内に小さな丘が東西に長く伸びており、丘の上に多くの神社がある。その丘の北側、町の中央を惣兵衛川（庄内用水）が流れる。
ほぼ全域が市街地で人口が多く、住宅地と古くからの工業用地が混在している。

## 歴史
江戸時代までは矢田川が今よりも南側に流れていたため、安井は庄内川と矢田川に挟まれた湿地帯の中にある村落であった。村内を木曽街道が縦断していた。
1573年から1592年には、織田信長の家臣、浅野長勝が築いた安井城があった。
名古屋城の北に位置することから、名古屋城からの抜け穴があるとの伝説がある。

### 地名の由来
『尾張国地名考』によると水が豊かであり、玉野川の水を当地において自在に汲んで用いていたことによるという。また、『城北小学校誌』は安井なる武士の居住地であったことに由来するという言い伝えを紹介し、『蓬州旧勝録』には「安居」の字が転じて「安井」となったとあるという。

### 沿革
- 1143年（康治2年）7月16日 - 同日付尾張国安食荘立券文（平安遺文2517所収『醍醐寺文書』）に安井里として登場する[3]。
- 1880年（明治13年） - 西春日井郡発足に伴い、同郡安井村となる。[4]
- 1889年（明治22年）10月1日 - 辻村・光音寺村と合併し、萩野村大字安井となる[4]。
- 1937年（昭和12年）3月1日 - 萩野村が名古屋市に編入され、同市西区安井町となる[4][5]。
- 1937年（昭和12年）11月1日 - 安井町の一部を天道町・金田町・大野町・長喜町として独立する。また、辻町と光音寺町より各一部を編入し、1-7丁目を編成する[4][5]。
  - 安井町（字金田・蒲田・鳩岡・下鳩岡・道久・郷中・地蔵堂・東出・氏神裏の各一部）・光音寺町（字鳩岡・五反田の各一部）・辻町字薬師堂の各一部から安井町1-7丁目を編成[5]。
  - 安井町の一部（字鰻[注釈 1]田・二反田・坪田・高道・大野の各一部）が大野町に編入[5]。
  - 安井町の一部（字金田・新畑・道久・坪田・地蔵堂・高道・東出の各一部）を金田町1-6丁目に編入[5]。
  - 安井町の一部（字新畑・鰻[注釈 1]田・坪田・高道の各一部）を天道町1-5丁目に編入[5]。
  - 安井町の一部（字二反畝・大野の各一部）を長喜町1-4丁目に編入[5]。
- 1944年（昭和19年）2月1日 - 北区成立に伴い、北区安井町となる[4]。
- 1945年（昭和20年）1月1日 - 字鰻[注釈 1]田・新畑・金田・上鳩岡・蒲田の各一部を鳩岡町1-2丁目に編入[5][4]。
- 1949年（昭和24年）7月1日 - 辻町字薬師の一部を安井町7丁目に編入[5]し、光音寺町の一部を編入[4]。
- 1962年（昭和37年）11月10日 - 安井町字河野の一部より安井町8-10丁目を編成[5]。
- 1978年（昭和53年）11月26日 - 住居表示の実施により、安井町は河川敷の字河野の一部を残し、安井一丁目から四丁目が成立[4]。それ以外は以下の通り川中町・鳩岡二丁目に編入された[5]。
  - 安井町2・3・4丁目の各全部と安井町（1・5・10丁目・字蒲田・郷中の各一部）・金田町（1 - 4丁目の各一部）の各一部より、安井一丁目が成立。
  - 安井町（9・10丁目・字蒲田・郷中・河野の各一部）・成願寺町（字猿塚・西浦の各一部）より、安井二丁目が成立。
  - 安井町8丁目の全部・安井町（9丁目・字河野・郷中・氏神裏の各一部）・成願寺町（4丁目・字西浦の各一部）・辻町（字薬師浦の一部）の各一部より、安井三丁目が成立。
  - 安井町6丁目の全部・安井町（5・7丁目・字郷中・氏神裏の各一部）・辻町字薬師浦・金田町（4・5・6丁目の各一部）の各一部より、安井四丁目が成立。
  - 安井町1丁目・10丁目・字河野・蒲田の各一部を川中町に編入。
  - 安井町1丁目の一部を鳩岡二丁目に編入。

### 字一覧
西春日井郡安井村当時の字は以下の通りである。読み及び配列は『愛知県地名収攬』275頁による。
- 大野（ヲウノ）
- 高道（タカミチ）
- 東出（ヒガシデ）
- 氏神浦（ウジカミウラ）
- 郷中（コウナカ）
- 地蔵堂（ジゾウドウ）
- 坪田（ツホテン）
- 二反畝（ニタンセ）
- 鰻[注釈 1]田（ウナキダ）
- 新畑（シウハタ）
- 道久（トウキウ）
- 金田（カネダ）
- 下鳩岡（シモハトヲカ）
- 蒲田（カマタ）
- 河野（カハノ）
- 上鳩岡（カミハトオカ）

## 世帯数と人口
2019年（平成31年）1月1日現在の世帯数と人口は以下の通りである。
| 丁目       | 世帯数    | 人口    |
| ---------- | --------- | ------- |
| 安井一丁目 | 709世帯   | 1,583人 |
| 安井二丁目 | 484世帯   | 914人   |
| 安井三丁目 | 407世帯   | 802人   |
| 安井四丁目 | 430世帯   | 965人   |
| 計         | 2,030世帯 | 4,264人 |

### 人口の変遷
国勢調査による人口の推移
| 2000年（平成12年） | 5,091人 | [ WEB 7 ]  |  |
| 2005年（平成17年） | 4,656人 | [ WEB 8 ]  |  |
| 2010年（平成22年） | 4,404人 | [ WEB 9 ]  |  |
| 2015年（平成27年） | 4,132人 | [ WEB 10 ] |  |

## 学区
市立小・中学校に通う場合、学校等は以下の通りとなる。また、公立高等学校に通う場合の学区は以下の通りとなる。
| 丁目       | 番・番地等 | 小学校               | 中学校               | 高等学校 |
| ---------- | ---------- | -------------------- | -------------------- | -------- |
| 安井一丁目 | 全域       | 名古屋市立城北小学校 | 名古屋市立北陵中学校 | 尾張学区 |
| 安井二丁目 | 全域       | 名古屋市立城北小学校 | 名古屋市立北陵中学校 | 尾張学区 |
| 安井三丁目 | 全域       | 名古屋市立城北小学校 | 名古屋市立北陵中学校 | 尾張学区 |
| 安井四丁目 | 全域       | 名古屋市立城北小学校 | 名古屋市立北陵中学校 | 尾張学区 |

## 交通
地内に鉄道路線は存在せず、名古屋市営バスが安井町・安井町東・金田町五丁目・金田町二丁目の4停留所を設置し、以下のような路線が発着している。
名古屋市営バス
- 安井町停留所[WEB 13]
  - アのりば - ■栄12系統（栄行）・□北巡回系統（右回り黒川行）
  - ウのりば - ■栄12系統（安井町西行）・□北巡回系統（福徳町経由左回り黒川行）・□出入庫系統（上．西）（西部医療センター行）
- 安井町東停留所[WEB 14]
  - アのりば - ■栄12系統（栄行）・□北巡回系統（右回り黒川行）
  - イのりば - ■栄12系統（安井町西行）・□北巡回系統（安井町経由左回り黒川行）・□出入庫系統（上．西）（西部医療センター行）
- 金田町五丁目停留所[WEB 15]
  - アのりば - □北巡回系統（右回り黒川行）
  - イのりば - ■名駅13系統（上飯田行）
  - ウのりば - ■名駅13系統（名古屋駅行）・□北巡回系統（福徳町経由左回り黒川行）
- 金田町二丁目停留所[WEB 16]（名古屋市立西部医療センター移転に伴い、従来の城北病院より名称変更）
  - アのりば - ■名駅13系統（上飯田行）・□北巡回系統（右回り黒川行）
  - イのりば - ■名駅13系統（名古屋駅行）・□北巡回系統（福徳町経由左回り黒川行）

## 施設

### 安井一丁目
- 白龍神社

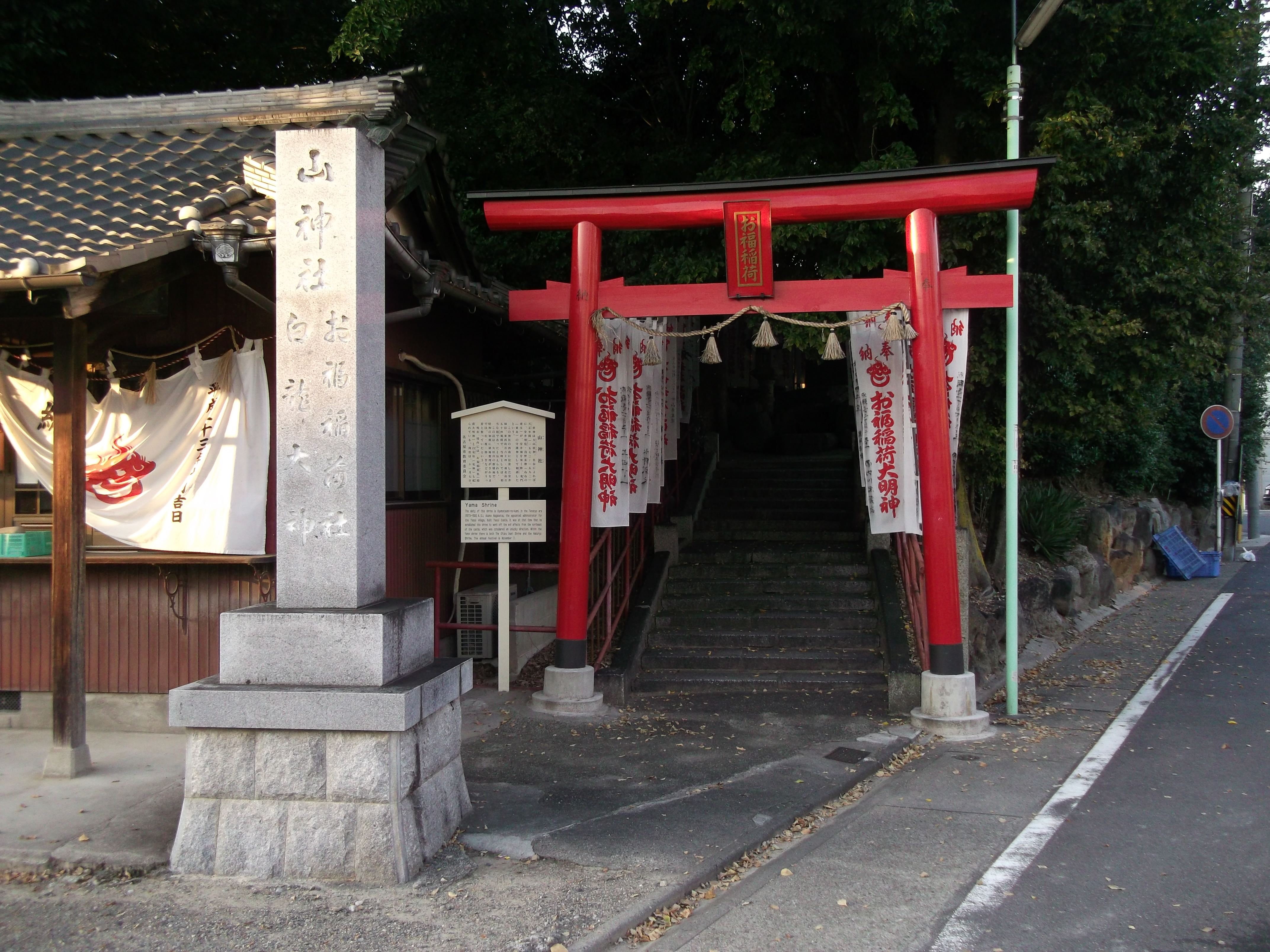
山神社
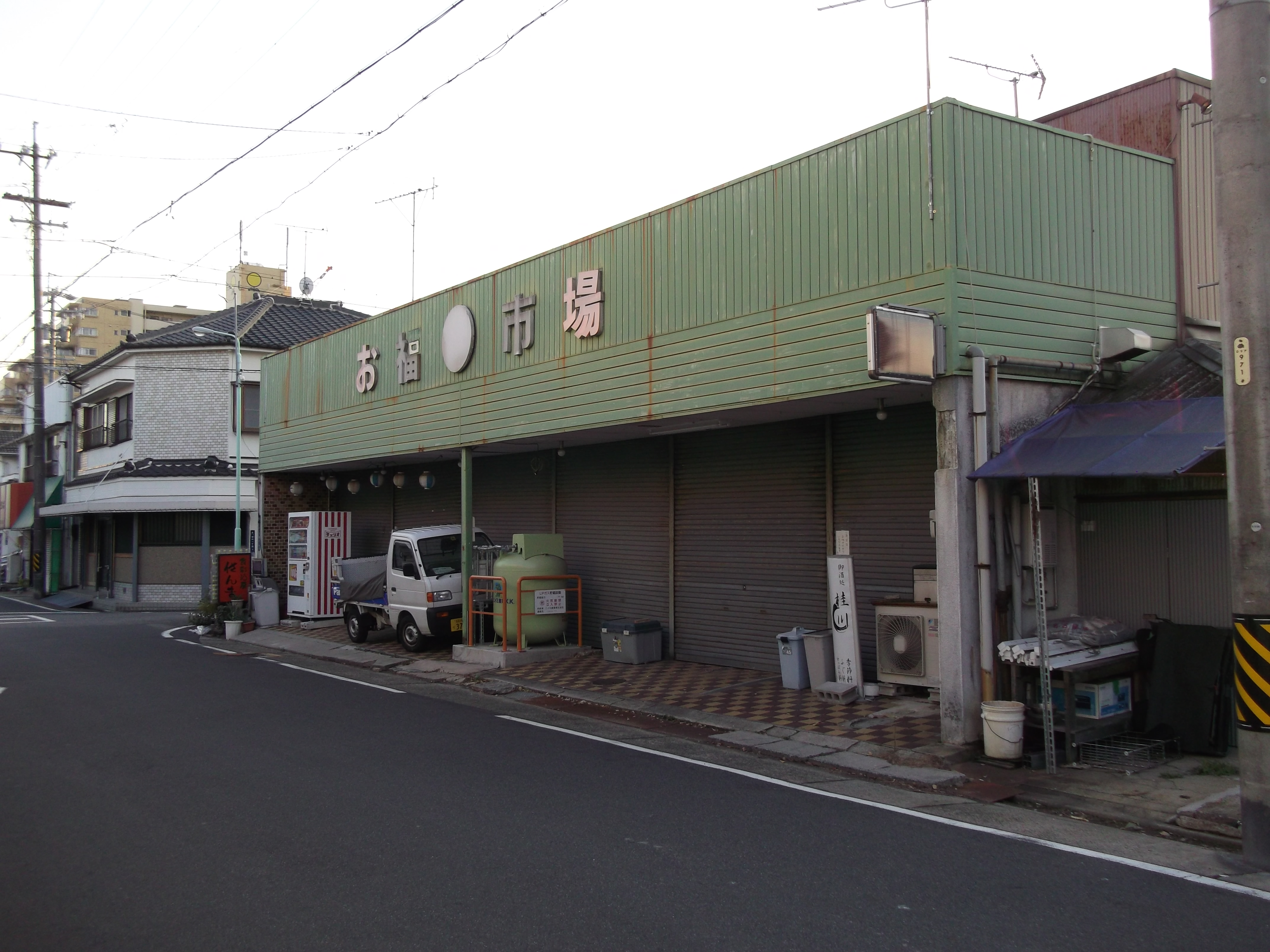
お福市場
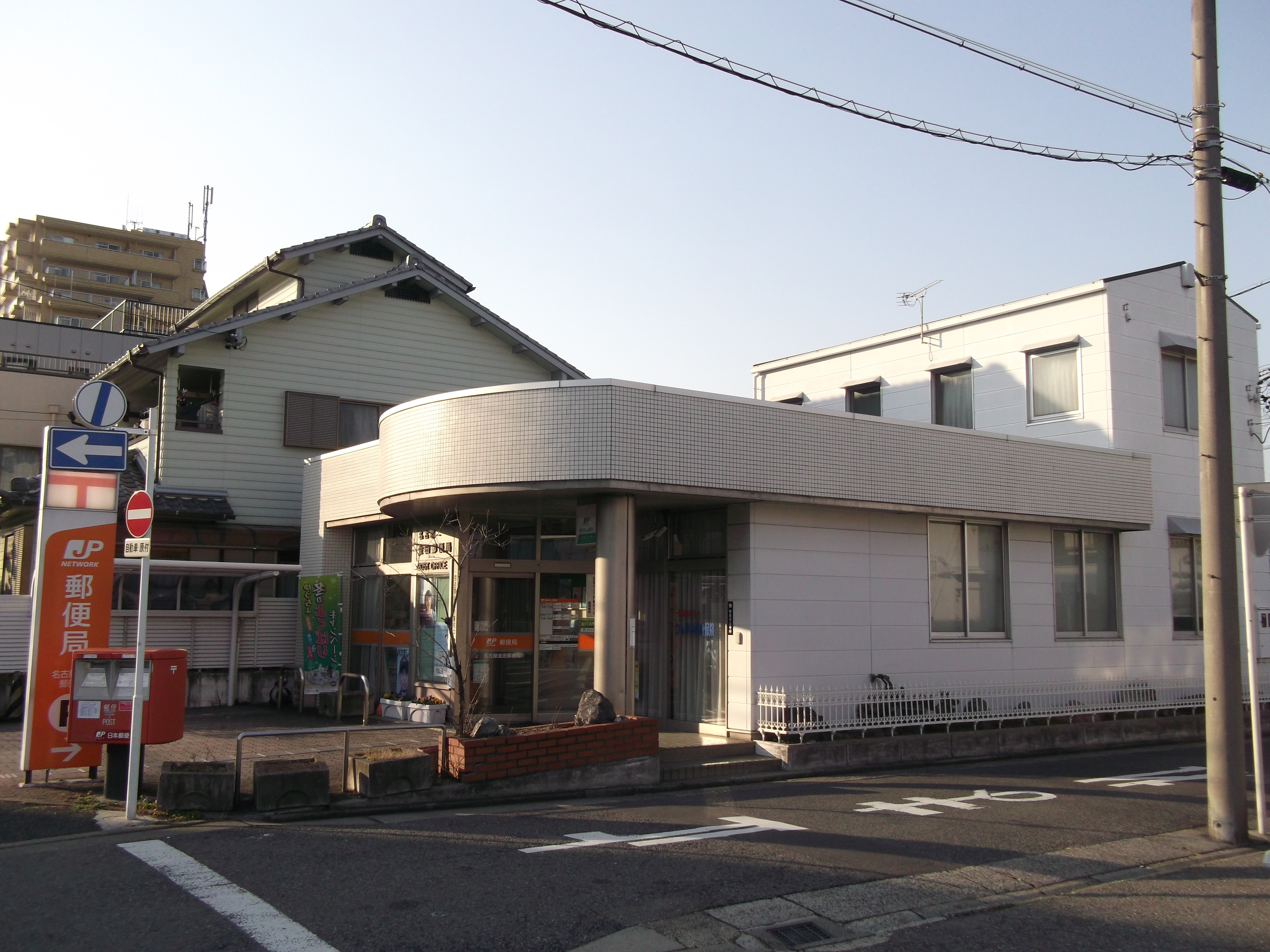
名古屋金田郵便局

二丁目7-33に鎮座。祭神は大山祇神。社伝では天正年間築城の安井城鬼門の守りとして浅野長勝が勧請したものという。1873年（明治6年）据置公許、1945年（昭和20年）5月空襲により被災する。例祭日は11月7日。境内社としてお福稲荷を抱える。
- お福稲荷
- 名古屋金田郵便局

- 山神社
- お福市場
- 名古屋金田郵便局

### 安井二丁目
- 六所神社
- 愛知県立名古屋高等技術専門校
- 城北コミュニティーセンター
- 名古屋市営成願寺住宅
- 成願寺公園

1956年（昭和31年）10月15日供用開始。

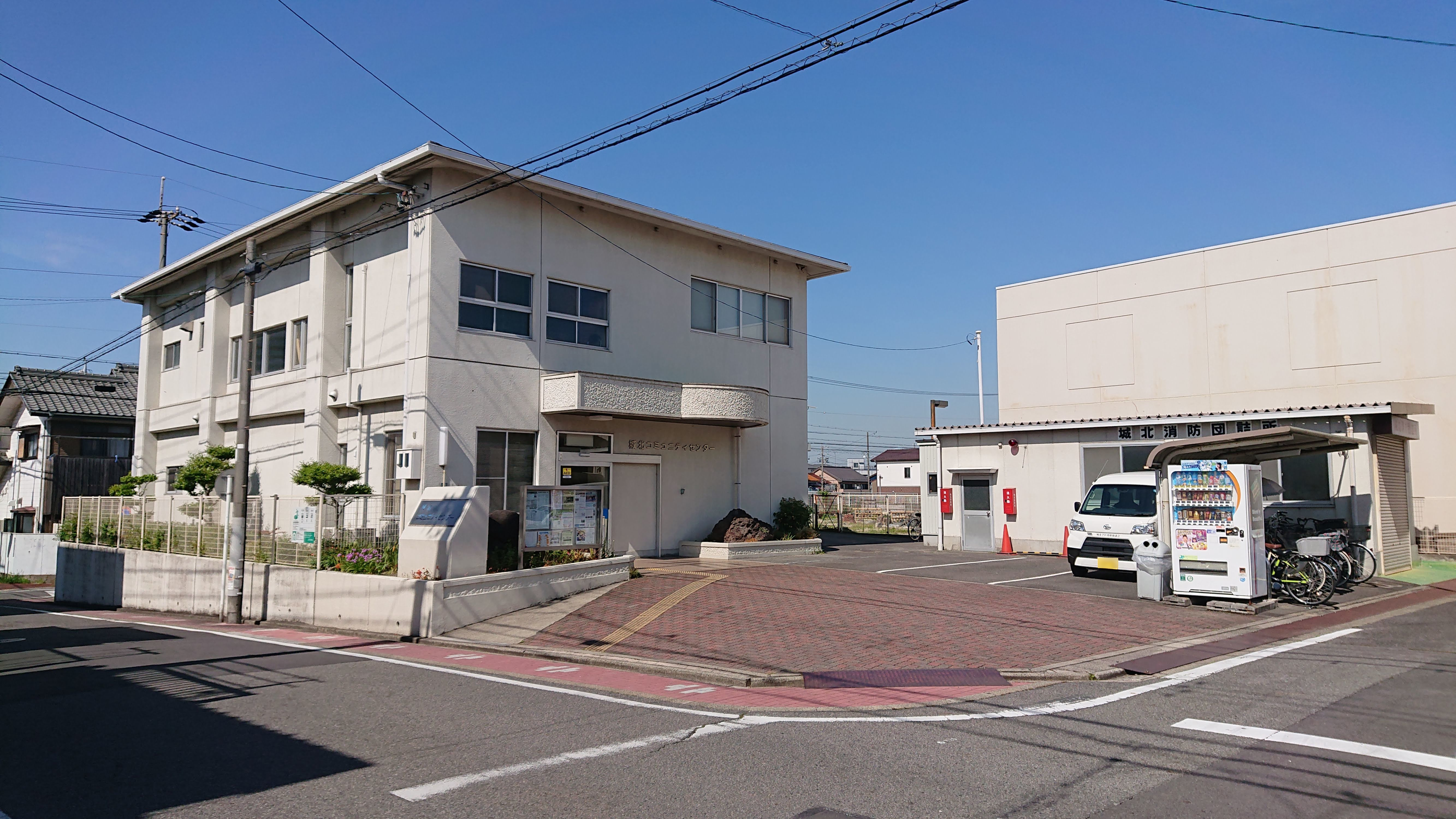
城北コミュニティセンター
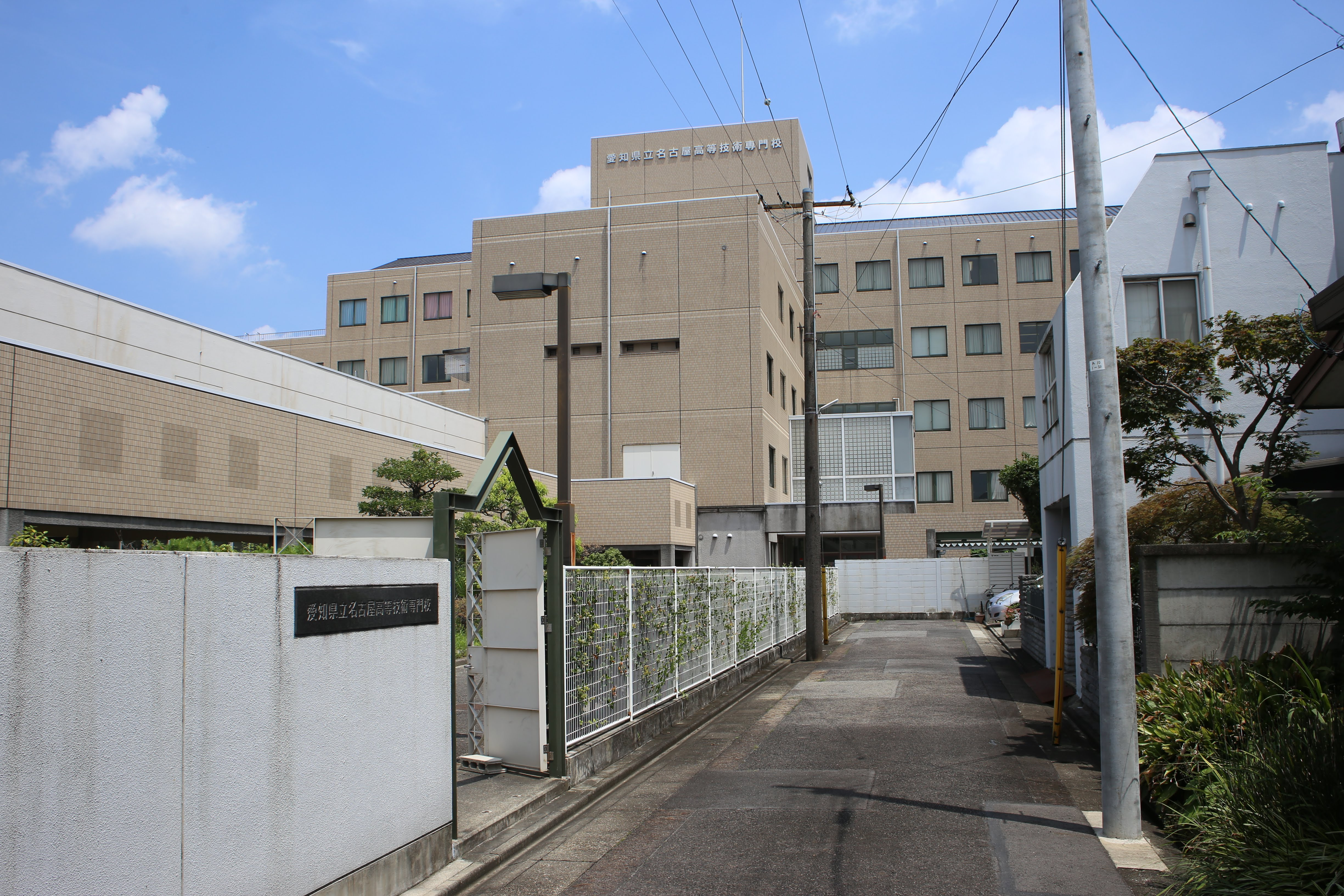
愛知県立名古屋高等技術専門校
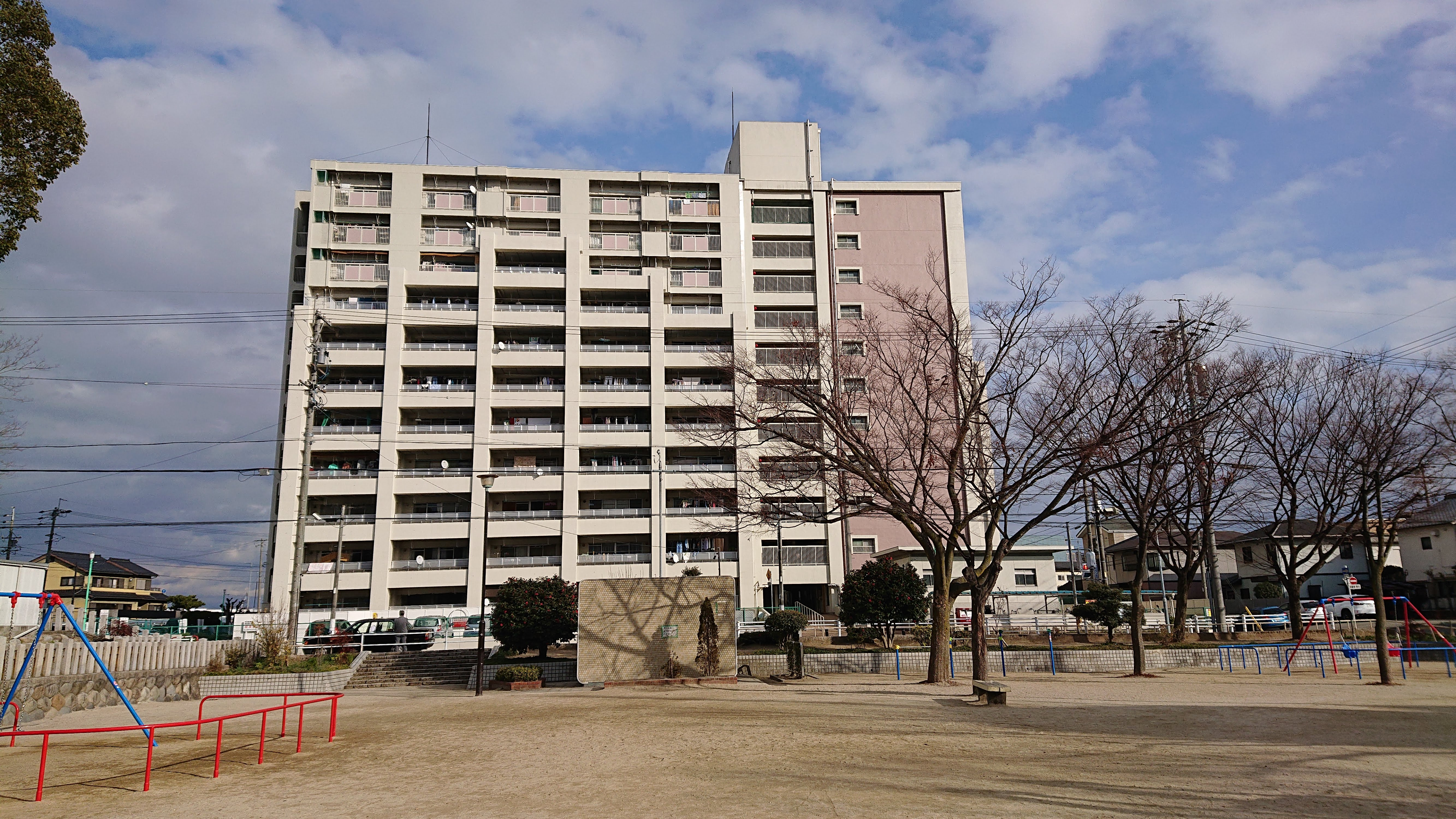
成願寺公園・成願寺住宅

### 安井三丁目
- 天理教幸福分教会

### 安井四丁目

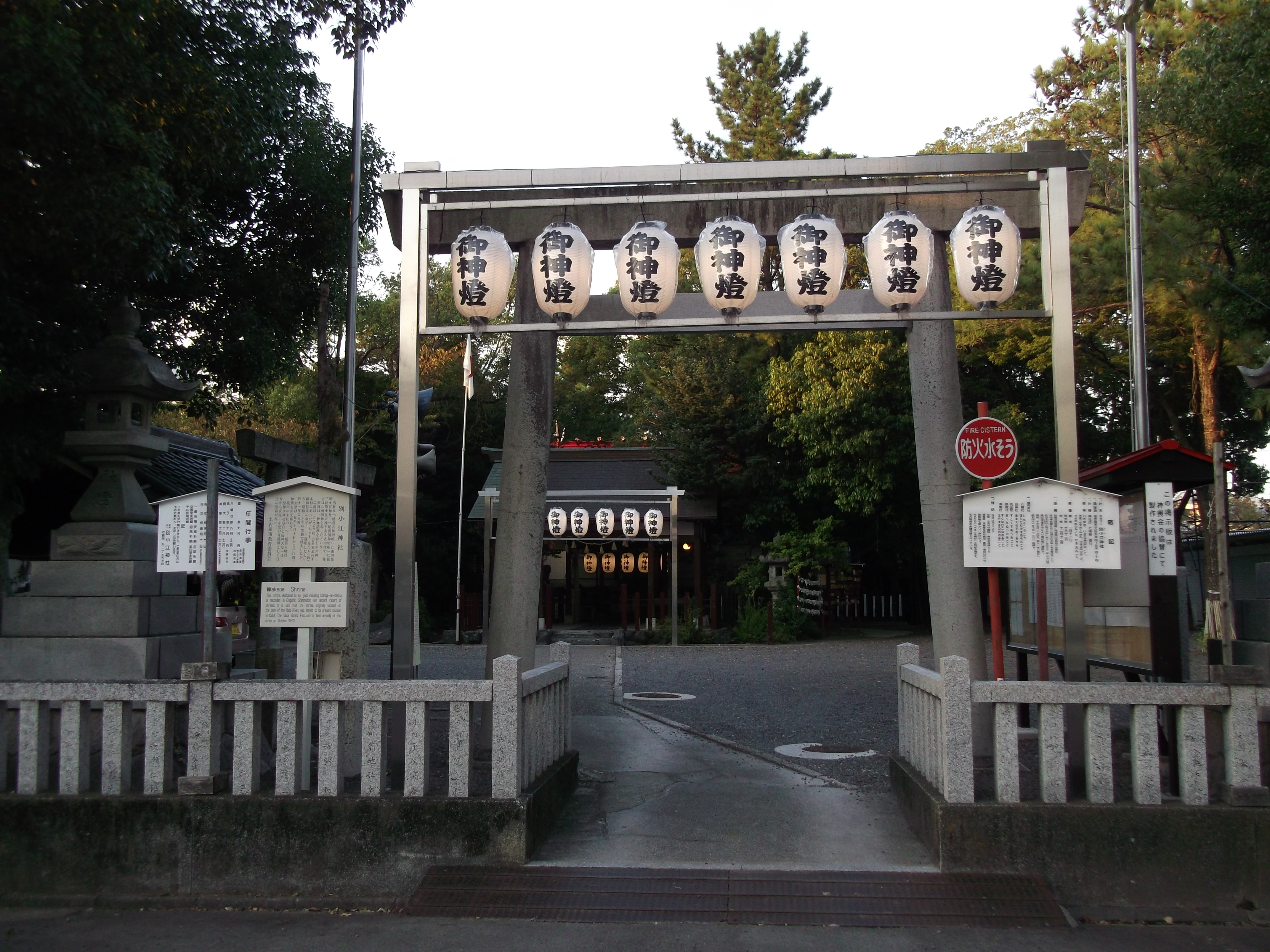
別小江神社
- 清学寺
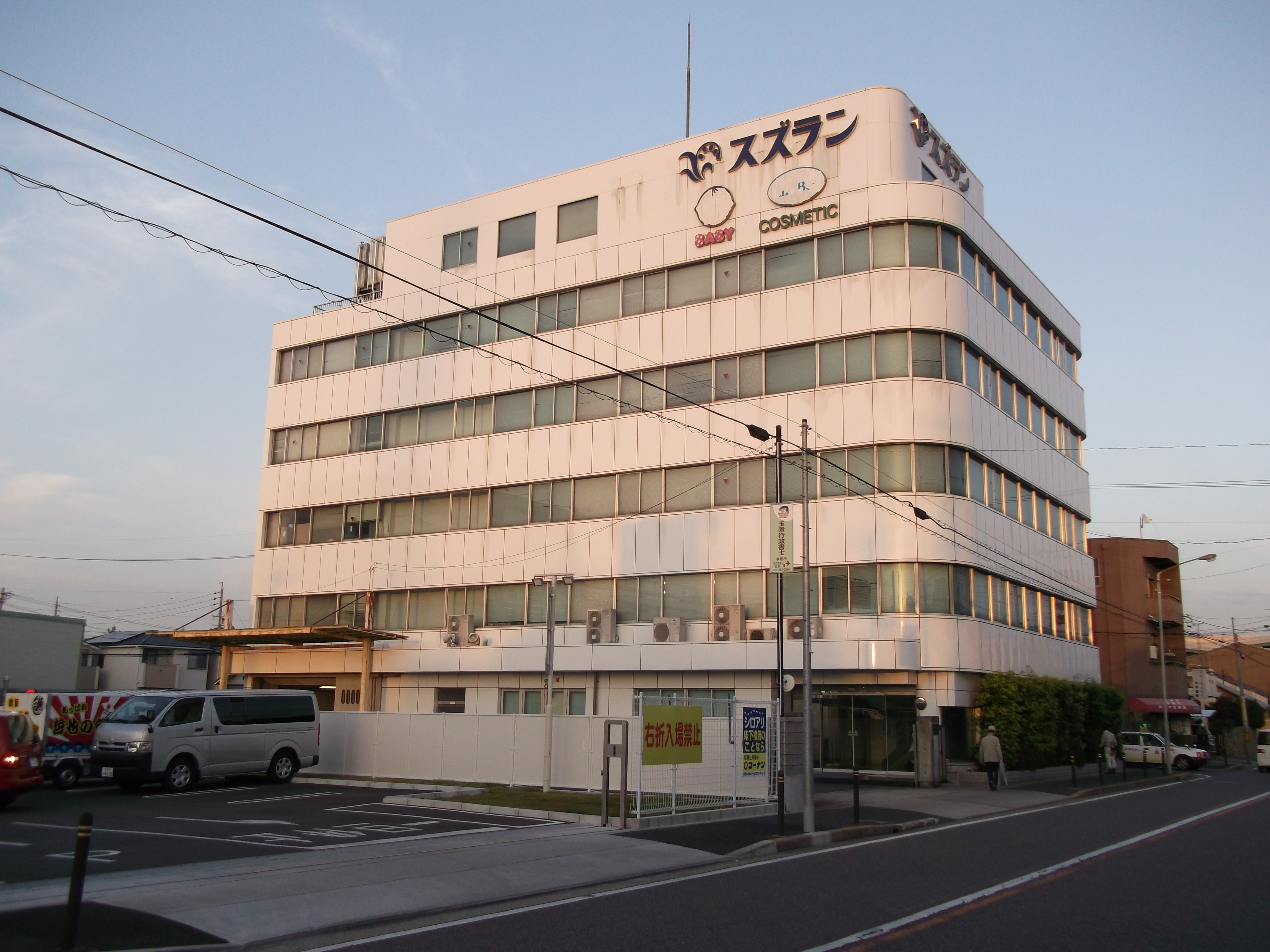
スズラン本社
- ホームセンターコーナン名古屋北店
- 東海整毛
- 興和紡績
- イエローハット名古屋北店
- コメダ珈琲安井店

- 別小江神社
- スズラン本社

## その他

### 日本郵便
- 集配担当する郵便局は以下の通りである[WEB 18]。

| 町丁   | 郵便番号 | 郵便局         |
| ------ | -------- | -------------- |
| 安井   | 462-0023 | 名古屋北郵便局 |
| 安井町 | 462-0000 | 名古屋北郵便局 |